# Șansă și necesitate
Șansă și necesitate: eseu despre filosofia naturală a biologiei moderne (în franceză Le hasard et la nécessité: Éssai sur la philosophie naturelle de la biologie moderne) este o carte, publicată în 1970, a biochimistului și microbiologului Jacques Monod, laureat al Premiului Nobel pentru Fiziologie sau Medicină. Teza expusă în carte este că viața este rezultatul unor procese naturale prin „pură întâmplare” care pot fi explicate fără a face apel la o „cauzalitate finală”. Titlul acestui eseu, care prezintă progresele făcute în genetică și biologie moleculară și consecințele lor filosofice, este inspirat de de un citat atribuit lui Democrit: „Tot ce există în Univers este fructul întâmplării și al necesității”.